# Chumical
Chumical è un comune (corregimiento) della Repubblica di Panama situato nel distretto di Las Minas, provincia di Herrera. Si estende su una superficie di 25 km² e conta una popolazione di 665 abitanti (censimento 2010).